# Боричевичский сельсовет
Бориче́вичский сельсовет (бел. Барычавіцкі сельсавет; до 1973 года — Бижеревичский) — административная единица в Пинском районе Брестской области Беларуси. Административный центр — деревня Боричевичи. Население — 380 человек (2019).

## История
Создан 12 октября 1940 года как Бижеревичский сельсовет в составе Пинского района Пинской области БССР с центром в деревне Бижеревичи. С 8 января 1954 года в Брестской области. 16 июля 1954 года в состав Рухчанского сельсовета Столинского района переданы деревни Гривковичи и Тырвовичи, 9 октября 1954 года возвращены обратно. 16 апреля 1973 года переименован в Баричевичский сельсовет, центр перенесён в деревню Боричевичи.

## Состав
В состав сельсовета входят следующие населённые пункты:
- Бижеревичи — деревня
- Боричевичи — деревня
- Вуйвичи — деревня
- Гривковичи — деревня
- Лозичи — деревня
- Месятичи — деревня
- Тырвовичи — деревня
- Шоломичи — деревня